# William Murdoch Duncan
William Murdoch Duncan (Pseudonyme John Cassells, John Dallas, Neill Graham, Martin Locke, Peter Malloch und Lovat Marshall; * 18. November 1909 in Glasgow; † 19. April 1975 in Glasgow) war ein schottischer Schriftsteller. 

## Leben
Duncans Familie wanderte in dessen Kindheit nach Kanada aus. 1930 kehrte er nach Schottland zurück und studierte an der University of Glasgow Geschichte. 1934 schloss Duncan sein Studium ab. Danach arbeitete er als freier Journalist in Kanada und Schottland und veröffentlichte hunderte Kurzgeschichten. Duncan nahm am Zweiten Weltkrieg teil. Er schied 1941 verwundet aus der Armee aus. Duncan lebte mit seiner Frau und seinen zwei Töchtern in der schottischen Grafschaft Argyllshire.
Duncan gilt als Vielschreiber und übertraf mit seinen Veröffentlichungen auch Edgar Wallace, in dessen Schatten er zeitlebens stand.

## Rezeption
Neben vielen einzelnen Romanen verfasste Duncan auch viele Reihen. Sein Protagonist Detective Superintendent Donald Reamer, genannt „Dreamer“, kämpfte in dreizehn Fällen gegen das Verbrechen. Inspector Laurie Hume bzw. Superintendent MacNeill gestand Duncan jeweils eine Trilogie zu. 
Als John Cassells ließ er Superintendent Flagg in über 30 Fällen ermitteln. Dabei hatte er unter seinem eigenen Namen dafür den ersten Band verfasst, ab dem zweiten liefen diese dann unter John Cassells. Der nächste Serien-Held, Ludovic Saxon, genannt „Picaroon“ war eine zwielichtige Gestalt, welche literarisch etwa zwischen A. J. Raffles (Ernest William Hornung) und „The Saint“ (Leslie Charteris) zu finden wäre. Picaroon durfte in über zwanzig Romanen sein Unwesen treiben. 
Unter dem Namen Neill Graham veröffentlichte ausführliche Reihen um die Privatdetektive Mr. Sandyman bzw. James Malcolm. Als Lovat Marshal erfand er den Privatdetektiv und ehemaligen Boxer „Sugar Kane“.

## Werke (Auswahl)

### Als William Murdoch Duncan
Dreamer-Reihe
- Meet the Dreamer. John Long Books, London 1963.
- Again the Dreamer. John Long Books, London 1966.
- Presenting the Dreamer. John Long Books, London 1966.
- Case for the Dreamer, John Long Books, London 1966.
- Problem for the Dreamer. John Long Books, London 1966.
- Salute the Dreamer. John Long Books, London 1968.
- The Dreamer intervenes. John Long Books, London 1968.
- Challenge for the Dreamer. John Long Books, London 1969.
- The Dreamer deals with murder. John Long Books, London 1970, ISBN 0-0910-2150-2.
- Details for the Dreamer. John Long Books, London 1971, ISBN 0-0910-7160-7.
- The Dreamer at large. John Long Books, London 1972, ISBN 0-0911-1550-7.
- Prey for the Dreamer. John Long Books, London 1974, ISBN 0-0911-8380-4.
- Laurels for the Dreamer. John Long Books, London 1975, ISBN 0-0912-3540-5.

Laurie-Hume-Trilogie
1. Murder calls the tune. John Long Books, London 1957.
2. Das Mädchen aus London. Kriminalroman („The murder man“, 1959). Goldmann, München 1960.
3. The whispering man. John Long Books, London 1959.

Superintendent-MacNeill-Trilogie
1. Kennen Sie diese Frau. Kriminalroman („Death stands round the corner“, 1955). Goldmann, München 1956.
2. Geschäft mit der Schönheit. Kriminalroman („A knife in the night“, 1955). Goldmann, München 1955.
3. Pennies for his eyes. John Long Books, London 1956.

Superintendet-Leslie-Reihe
- The council of comforters. John Long Books, London 1967.
- The green Triangle. John Long Books, London 1969.

Standalones
- Die Gesellschaft der Sünder. Kriminalroman („The Company of Sinners“, 1951). Goldmann, München 1955.
- Die Maske des Mörders. Kriminalroman („The deathmaster“, 1953). Goldmann, München 1953.

### Als John Cassells
Superintendet-Flagg-Reihe
- Das Geheimnis der Namenlosen. Kriminalroman („The league of nameless men“, 1948). Desch, München 1964.
- Der Nebelkreis. Kriminalroman („The circle of Dust“, 1950). Goldmann, München 1957.
- Die schwarzen Tränen. Kriminalroman („The waters of sadness“, 1950). Goldmann, München 1950.
- Der graue Geist. Kriminalroman („The grey ghost“, 1951). Goldmann, München 1960.
- Metaxas AG. Kriminalroman („Salute Inspector Flagg“, 1953). Goldmann, München 1956.
- Treffpunkt Alte Eiche. Kriminalroman („Case for Inspector Flagg“, 1954). Goldmann, München 1956.

Picaroon Reihe
- The avenging Picaroon. 1955.
- Meet the Picaroon. 1957.
- Enter the Picaroon. 1958.
- Salute the Picaroon. 1960.
- Prey for the Picaroon. 1963.
- The benevolent Picaroon. 1965.
- The audacious Picaroon. 1967.
- Night of the Picaroon. 1969.
- Quest for the Picaroon. 1970.
- The Picaroon laughs last. 1973.
- The Picaroon gets the run-around. 1976.

Stand-alones
- Der würgende Tod. Kriminalroman („The Bastion of the Damned“ 1946). Reichelt-Verlag, Wiesbaden 1953.
- The sons of the morning. Melrose Press, London 1946.
- The Mark of the Leech. Melrose Press, London 1947.

### Als John Dallas
- The night of the Storm. Jenkins, London 1961.
- Rotes Eis. Kriminalroman („Red ice“, 1973). Goldmann, München 1973, ISBN 3-442-04311-5.

### Als Neill Graham
Mr.-Sandyman-Reihe
- The symbol of the cat. 1948.
- Passport to murder. 1949.
- Murder walks on tiptoe. 1951.
- The quest for Mr. Sandyman. 1951.
- Again, Mr. Sandyman. 1952.
- The amazing Mr. Sandyman. 1952.
- Salute Mr. Sandyman. 1953.

James-Malcolm-Reihe
- Fünftausend Pfund Belohnung. Kriminalroman („Murder is my weakness“, 1961). Goldmann, München 1962.
- Solo im Kesseltreiben. Kriminalroman („Murder on the Duchess“, 1961). Goldmann, München 1969.
- Solo für einen Detektiv. Kriminalroman („Graft Town“, 1963). Goldmann, München 1964.
- Eine Schwäche für Frauen. Kriminalroman („Label it murder“, 1963). Goldmann, München 1964.
- Mr. Seldens Geheimnis. Kriminalroman („Murder made easy“, 1964). Goldmann, München 1964.
- Der Katzenmörder. Kriminalroman („Murder of a black cat“, 1964). Goldmann, München 1968.
- Auf dünnem Eis. Kriminalroman („Murder'S always final“, 1965). Goldmann, München 1967.
- Geld für Mord. Kriminalroman („Money for murder“, 1966). Goldmann, München 1968.
- Der Trick mit dem Seil. Kriminalroman („Murder on demand“, 1966). Goldmann, München 1969.
- Mord mit 100 PS. Kriminalroman („Pay off“, 1968). Goldmann, München 1968.
- Gefährliches Pflaster. Kriminalroman („Blood on the Pavement“, 1970). Goldmann, München 1970.
- Schweigegeld für Liebesbriefe. Kriminalroman („One for the book“, 1970). Goldmann, München 1970.
- Nerz ist zum Erpressen schön. Kriminalroman („A matter of murder“, 1971). Goldmann, München 1972.
- Ein Wörtchen mit der Polizei. Kriminalroman („Murder, double murder“, 1971). Goldmann, München 1972, ISBN 3-442-04199-6.
- Ein Stück vom Kuchen. Kriminalroman („Frame-up“, 1972). Goldmann, München 1973.
- Die Hand in der Falle. Kriminalroman („Cop in a tight frame“, 1973). Goldmann, München 1973, ISBN 3-442-04327-1.
- Dienstag Nachmittag geschlossen. Kriminalroman („Murder in a dark room“, 1973). Goldmann, München 1974.

### Als Martin Locke
- The vengeance of Mortimer Daly. Ward Lock Publ., London 1961.

### Als Peter Malloch
- Der Mann mit der roten Rose. Kriminalroman („Hardiman's landing“, 1960). Goldmann, München 1961.
- Die Entscheidung ist gefallen. Kriminalroman („Anchor island“, 1962). Goldmann, München 1962.
- Flucht im Nebel. Kriminalroman („Fugitive's road“, 1963). Goldmann, München 1964.
- Der Millionenraub. Kriminalroman („Cop-Lover“, 1964). Goldmann, München 1964.
- Montag geht es los. Kriminalroman („The Nicholas Snatch“, 1964). Goldmann, München 1965.
- Ein Blick genügte. Kriminalroman („The big steal“, 1966). Goldmann, München 1967.
- Gäste um Mitternacht. Kriminalroman („Murder of the man next door“, 1966). Goldmann, München 1967.
- Kein Fall für Amateure. Kriminalroman („Death whispers softly“, 1968). Goldmann, München 1969.

### Als Lovat Marshall
Sugar-Kane-Reihe
- Der Goldfisch beißt an. Kriminalroman („Sugar for the Lady“, 1955). Goldmann, München 1956.
- Vermißt: Lena Colling. Kriminalroman („Sugar on the kill“, 1961). Goldmann, München 1962.
- Warnung vor Toby Green. Kriminalroman („Sugar on the Loose“, 1962). Goldmann, München 1962.
- Das erste Opfer. Kriminalroman („The dead are silent“, 1966). Goldmann, München 1966.
- Vier Fuß unterm Apfelbaum. Kriminalroman („Death is for ever“, 1967). Goldmann, München 1970.